# Надеждни полети
„Надеждни полети“ е български телевизионен филм (пародия) от 2003 година на режисьора Илиана Беновска, по сценарий на Петър Беновски и Огнян Дочев. Оператор е Атанас Атанасов.

## Състав

### Актьорски състав
| Изпълнител        | Роля                                                    |
| ----------------- | ------------------------------------------------------- |
| Огнян Дочев       | Виктор Шаранков, служител на застрахователната компания |
| Иво Огнянов       | шефът на застрахователната компания                     |
| Аня Пенчева       | терористката                                            |
| Боряна Пунчева    | внучката                                                |
| Весела Раева      |                                                         |
| Станислав Пищалов |                                                         |
| Ани Михайлова     |                                                         |
| Михаил Петров     |                                                         |